# Jan Švéda
Jan Švéda (* 5. November 1931 in Břeclav; † 14. Dezember 2007) war ein tschechoslowakischer Ruderer, der 1960 eine olympische Medaille gewann.

## Sportliche Karriere
Bei den Europameisterschaften 1956 in Bled siegte der Achter aus der Tschechoslowakei in der Besetzung Josef Věntus, Eduard Antoch, Ctibor Reiskup, Jan Švéda, Josef Švec, Zdeněk Žára, Jan Jindra, Stanislav Lusk und Steuermann Miroslav Koranda vor den Franzosen und den Ungarn. In der letzten Novemberwoche 1956 fand in Melbourne die olympische Ruderregatta statt. Die Europameister aus der Tschechoslowakei siegten in ihrem Vorlauf, schieden aber im Halbfinale als Dritte hinter Kanada und Schweden aus, da nur die jeweils ersten beiden Boote aus den beiden Halbfinalläufen das Finale erreichten.
Im Jahr darauf bei den Europameisterschaften in Duisburg saß Václav Jindra statt Eduard Antoch im Boot, das den dritten Platz hinter den Booten aus Italien und der Sowjetunion belegte. Nachdem der tschechoslowakische Achter bei den Europameisterschaften 1958 keine Medaille errudern konnte, gewann die Crew bei den Europameisterschaften 1959 in Mâcon die Silbermedaille hinter dem Deutschland-Achter. Die Besatzung des tschechoslowakischen Achters bestand 1959 aus Pavel Hofman, Václav Jindra, Bohumil Janoušek, Jan Švéda, Josef Švec, Luděk Pojezný, Jan Jindra, Stanislav Lusk und Steuermann Miroslav Koníček.
Ein Jahr später gehörten noch sechs Ruderer aus dem Boot von 1959 zu dem Achter, der bei den Olympischen Spielen 1960 auf dem Albaner See antrat. Bohumil Janoušek, Jan Švéda, Jiří Lundák, Václav Pavkovič, Jan Jindra, Luděk Pojezný, der Rückkehrer Josef Věntus, Stanislav Lusk und Miroslav Koníček gewannen ihren Vorlauf und zogen damit genauso wie die beiden anderen Vorlaufsieger Deutschland und Kanada direkt in den Endlauf ein. Im Finale siegten die Deutschen mit über vier Sekunden Vorsprung vor den Kanadiern, drei weitere Sekunden dahinter gewann der Achter aus der Tschechoslowakei die Bronzemedaille mit 1,7 Sekunden Vorsprung auf die Franzosen.